# D609 (Hérault)
De D609 is een departementale weg in het Zuid-Franse departement Hérault. De weg bestaat uit vier delen. Het eerste deel loopt van de grens met Aveyron naar Saint-Félix-de-l'Héras, het tweede deel loopt van Soubès via Lodève naar Rabieux, het derde deel loopt van Clermont-l'Hérault naar Pézenas en het laatste deel loopt van Béziers naar de grens met Aude. De eerste drie delen worden met elkaar verbonden door de A75 en de laatste onderbreking wordt ingevuld door de D913 en de N9. In Aveyron loopt de weg als D809 verder naar Millau en Clermont-Ferrand. In Aude loopt de weg verder als D6009 naar Narbonne en Perpignan.

## Geschiedenis
Oorspronkelijk was de D609 onderdeel van de N9. Het deel tussen Béziers en Aude was ook onderdeel van de N113. In 2006 werd de weg overgedragen aan het departement Hérault, omdat de weg geen belang meer had voor het doorgaande verkeer vanwege de parallelle autosnelwegen A75 en A9. De weg is toen omgenummerd tot D609.